# Rhynchium bandrense
Rhynchium bandrense är en stekelart som beskrevs av Dusmet 1930. Rhynchium bandrense ingår i släktet Rhynchium och familjen Eumenidae. Inga underarter finns listade i Catalogue of Life.